# Nacerdes sumatrensis
Nacerdes sumatrensis là một loài bọ cánh cứng trong họ Oedemeridae. Loài này được Blair miêu tả khoa học năm 1919.